# François Jullien
François Jullien (Embrun, França, 1951) és un sinòleg i filòsof, professor de la Universitat Paris-VII Denis Diderot, on dirigeix l'Institut de Pensament Contemporani i el Centre Marcel-Granet. També ha estat president de l'Associació Francesa d'Estudis Xinesos i del Collège International de Philosophie. Jullien ha dedicat la seva obra a explorar les relacions entre el pensament xinés i la filosofia europea, cercant altres intel·ligibilitats en l'Extrem Orient. Ha publicat nombrosos llibres, els més recents dels quals són De la esencia o del desnudo (Alpha Decay, 2004) Nutrir la vida: más allá de la felicidad (Katz, 2008), La gran imagen no tiene forma (Alpha Decay, 2008), La sombra en el cuadro (Arena Libros, 2009), Las transformaciones silenciosas (Bellaterra, 2010), De lo universal, de lo uniforme, de lo común, del diálogo entre las culturas (Siruela, 2010) i, encara sense traducció, Cette étrange idée du beau (Grasset, 2010).